# آرثر راسيل
آرثر راسيل (بالإنجليزية: Arthur Russell)‏ هو ملحن وكاتب أغاني وموسيقي ومغني أمريكي، ولد في 21 مايو 1951 في أوسكلوسا في الولايات المتحدة، وتوفي في 4 أبريل 1992 في نيويورك في الولايات المتحدة.

## وصلات خارجية
- الموقع الرسمي
- آرثر راسيل على موقع IMDb (الإنجليزية)
- آرثر راسيل على موقع ميوزك برينز (الإنجليزية)
- آرثر راسيل على موقع أول ميوزيك (الإنجليزية)
- آرثر راسيل على موقع ديسكوغز (الإنجليزية)
- آرثر راسيل على موقع قاعدة بيانات الفيلم (الإنجليزية)